# Mike Willis
Mike Willis (eigentlich Michael Willis; * 23. April 1955) ist ein ehemaliger australischer Sprinter, der sich auf den 400-Meter-Lauf spezialisiert hatte.
Bei den Pacific Conference Games gewann er 1977 und 1981 Bronze über 400 m.
Beim Leichtathletik-Weltcup 1981 in Rom wurde er mit der ozeanischen Mannschaft Achter in der 4-mal-400-Meter-Staffel.
1981 wurde er Australischer Meister über 400 m.

## Persönliche Bestzeiten
- 400 m: 46,52 s, 20. Dezember 1980, Canberra
- 800 m: 1:46,6 min, 15. Januar 1981, Melbourne